# غريغور باومغارتنر
غريغور باومغارتنر (بالألمانية: Gregor Baumgartner)‏ هو لاعب هوكي الجليد نمساوي، ولد في 13 يوليو 1979 في كابفنبرج في النمسا.

## وصلات خارجية
- غريغور باومغارتنر على موقع دوري الهوكي الوطني (الإنجليزية)
- غريغور باومغارتنر على موقع EliteProspects.com (الإنجليزية)
- غريغور باومغارتنر على موقع Eurohockey.com (الإنجليزية)
- غريغور باومغارتنر على موقع HockeyDB.com (الإنجليزية)